# Богуслав Бальбін
Богуслав Бальбін (чеськ. Bohuslav Balbín, лат. Bohuslav Balbinus, 3 грудня 1621, Градец-Кралове, Чехія — 28 листопада 1688, Прага, Чехія) — чеський історик, письменник і педагог. Викладав в школах ордену єзуїтів в Кладско, Крумлові, Празі, Брно тощо (1650—1662). Автор праць з історії Чехії. У багатьох творах і особливо в книзі «Захист слов'янської, зокрема чеської мови» («Dissertatio apologetica pro lingua slavonica, praecipue Bohemica», 1775) Бальбін, незважаючи на те, що був єзуїтом, виступав на захист прав чехів на власну культуру, за що піддавався переслідуванням.

## Біографія
Народився в дворянсько-католицькій родині, яка втратила все майно під час Тридцятилітньої війни. Незабаром після цього батько Богуслава помер, тому хлопчикові довелося переїхати в замок Частоловіце, де жила сім'я пана Оти з Оперсдорфа. Виховувався Бальбін у віруючій католицькій родині, в якій шанували культ Діви Марії. 1631 року вступив до школи єзуїтів, а в п'ятнадцятирічному віці вступив в їхній орден. Уже в дитинстві він виявляв інтерес до історії і природознавства.
1639 року почав вивчати філософію в Празькому Климентінумі. Навчання закінчив після отримання докторського диплому. У 1642 році супроводжував іспанського єзуїта Родріга Аріага, який був викладачем теології, в екскурсії по Чехії. Саме під час цієї екскурсії Богуслав Бальбін відкрив для себе багато нових місць, ознайомився з історичними роботами різних авторів і зібрав багато матеріалу для свого майбутнього рукопису.
З 1646 року Богуслав став вивчати теологію. У 1649 році отримав сан священика. За власним бажанням протягом декількох років він працював місіонером у чеських регіонах.
У 1661 році Богуславу Бальбіну заборонили продовжувати місію католицького проповідника і вчителя. Вважалося, що причиною тому послужив його аморальний вчинок по відношенню до студента. Однак, цілком ймовірно, що свою роль зіграла просто велика любов до свого народу, в якій підозрювався Богуслав.
В 1687 Богуслав Бальбін отримав другий інсульт і був прикутий до ліжка. Пізніше він не міг писати сам, тому всі його твори були написані під диктовку, але до останніх днів Богуслав продовжував працювати.

## Твори
- Legatio Apollinis coelestis ad universitatem Pragensem
- Epitome historica rerum Bohemicarum
- Dissertatio apologetica pro lingua Slavonica, praecipue Bohemica
- Diva Vartensis
- Diva Turzanensis
- Diva S. Monti
- Origines Comit. de Guttenstein
- Vita venerab. Aernesti
- Miscellanea historica regni Bohemiae
  - Liber naturalis
  - Liber popularis
  - Liber chorographicus
  - Liber hagiographicus
  - Liber parochialis
  - Liber episcopalis
  - Liber regalis
  - Liber epistolaris
  - Bohemia docta
  - Liber curialis seu de magistratibus et officiis curialibus regem Boohemiae
- Examen Mellisaeum